# Écos
Écos is een plaats en voormalige gemeente in het Franse departement Eure in de regio Normandië en telt 887 inwoners (1999). De plaats maakt deel uit van het arrondissement Les Andelys.

## Geschiedenis
Écos was onderdeel van het kanton Écos totdat dit op 22 maart 2015 werd opgeheven en de gemeente werd opgenomen in het kanton Les Andelys.
Op 1 januari 2016 fuseerde Écos met 13 andere gemeenten tot de commune nouvelle Vexin-sur-Epte, waarvan Écos de hoofdplaats werd.

## Geografie
De oppervlakte van Écos bedraagt 15,2 km², de bevolkingsdichtheid is 58,4 inwoners per km².
De onderstaande kaart toont de ligging van Écos met de belangrijkste infrastructuur en aangrenzende gemeenten.

## Demografie
Onderstaande figuur toont het verloop van het inwonertal.

Berthenonville · Bus-Saint-Rémy · Cahaignes · Cantiers · Civières · Dampsmesnil · Écos · Fontenay-en-Vexin · Forêt-la-Folie · Fourges · Fours-en-Vexin · Guitry · Panilleuse · Tourny